# فرناندو فرنان گومز
فرناندو فرنان گومز (اسپانیایی: Fernando Fernán Gómez‎؛ ۲۸ اوت ۱۹۲۱ – ۲۱ نوامبر ۲۰۰۷) کارگردان، هنرپیشه، فیلم‌نامه‌نویس، و پدیدآور اهل اسپانیا بود.

## فیلم‌شناسی

### سینما
- کاروسل حوالی ۱۹۵۰ (۲۰۰۴)
- همه چیز درباره مادرم (۱۹۹۹)
- سفر به هیچ‌کجا (۱۹۸۶)
- پرونده دختر پیژامه‌پوش (۱۹۷۷)
- دخترم ایلدگارت (۱۹۷۷)
- روح کندوی عسل (۱۹۷۳)
- ریفیفی در شهر (۱۹۶۴)
- گاوبازی (۱۹۶۳)

### تلویزیون
- رامون کاخال (۱۹۸۲)